# Comunità ebraica di Nizza Monferrato

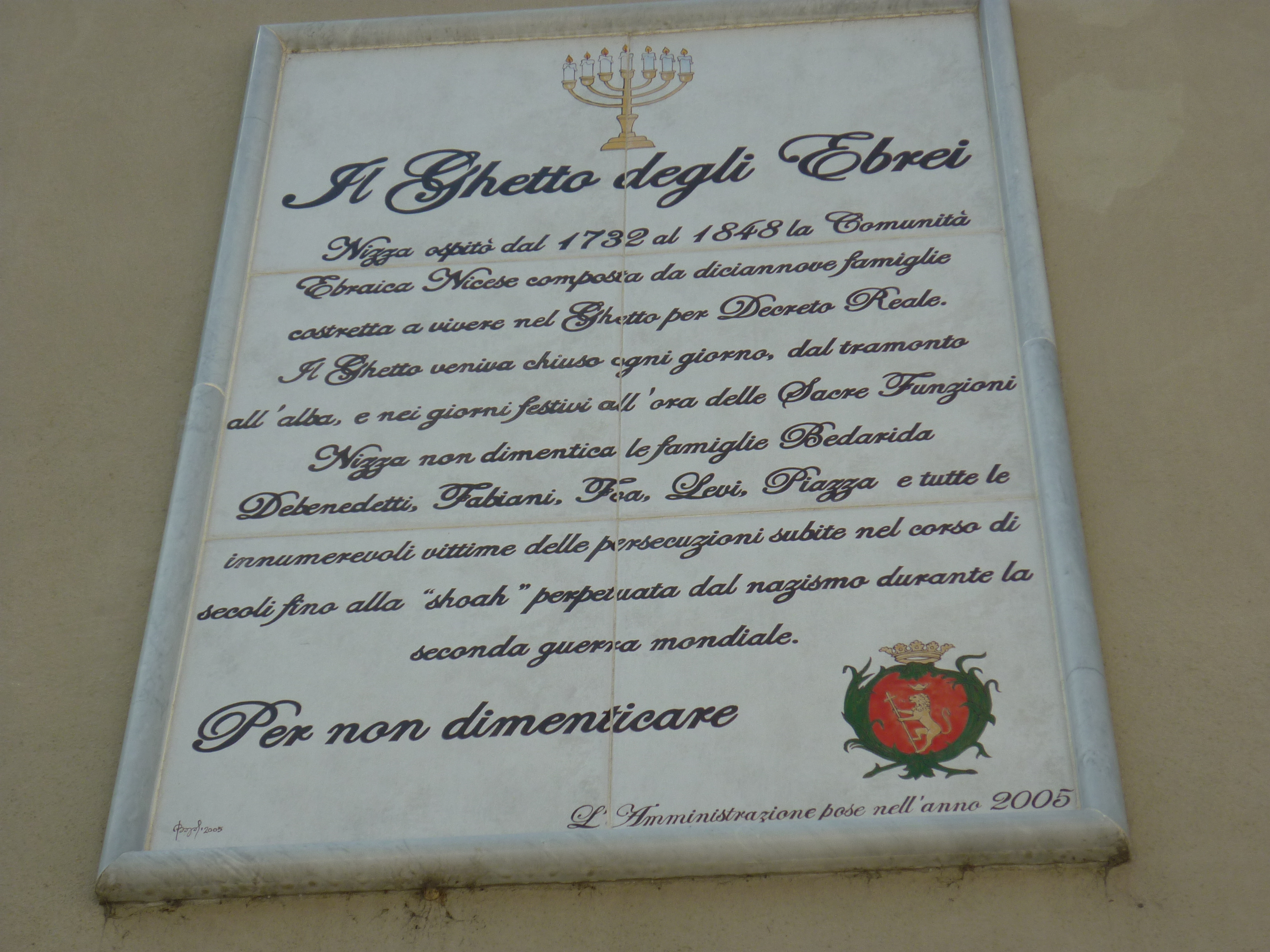
Lapide in Piazza del Municipio, Nizza Monferrato

La comunità ebraica di Nizza Monferrato è attestata tra il XVI secolo e i primi decenni del XX secolo.
La presenza di ebrei nella cittadina è documentata fin dal 1539 con l'arrivo di una prima famiglia, alla quale presto se ne aggiunsero altre provenienti da Asti, Casale Monferrato, Moncalvo e Livorno.
Nel 1723, con l'istituzione del ghetto, i 79 ebrei allora residenti a Nizza furono costretti a trasferirsi in alcune poche case nella contrada detta dell'Ospedale, sull'attuale via Massimo d'Azeglio, dove i loro discendenti rimasero fino all'emancipazione nel 1848. La fine del ghetto significò però anche il declino della comunità ebraica per la forte emigrazione verso i centri maggiori della regione.
La sinagoga della comunità, che si trovava nel Palazzo De Benedetti, nella piazza del municipio, fu smantellata prima della seconda guerra mondiale e i suoi arredi trasferiti ad Alessandria, dove si trovano tuttora.  A testimonianza della presenza ebraica a Nizza rimane anche il cimitero che conserva un memoriale in ricordo dei caduti ebrei della prima guerra mondiale.